# Sargantana d'Erhard
La sargantana d'Erhard (Podarcis erhardii) és una espècie de sauròpsid (rèptil) escatós de la família Lacertidae pròpia de la península Balcànica i les illes egees. En el continent s'estén d'Albània, Macedònia del Nord i de Bulgària meridional a la part del nord-est de la península de Peloponès a Grècia.

## Característiques
La longitud del cos de la sargantana és prop de 7 cm; la cua és dues vegades més llarga. El cap és ample, i la pell és llisa. El color d'aquesta espècie varia molt. El color principal és típicament gris o marró, de vegades verd.